# Eureka (Nevada)
Pour les articles homonymes, voir Eurêka (homonymie).
Eureka est une ville non incorporée de l'État du Nevada, une census-designated place et le siège du comté d'Eureka, aux États-Unis. Avec une population de 610 habitants, lors du recensement des États-Unis de 2010, c'est de loin la plus grande communauté du comté d'Eureka. Les attractions comprennent l'opéra d'Eureka (en), construit en 1880 et restauré en 1993, le musée Raine's Market and Wildlife, construit en 1887, l'hôtel Jackson, construit en 1877 et le musée Eureka Sentinel, situé dans le bâtiment du journal Eureka Sentinel. 

## Personnalités liées à la commune
L'espion de la CIA Antony Mendez immortalisé à l'écran dans le film Argo en 2012 est né à Eureka.